# Tour de Lombardie 1952
La 46e édition du Tour de Lombardie a eu lieu le 26 octobre 1952. Le parcours s'est déroulé entre Milan et Milan sur une distance de 226 kilomètres. La course a été remportée par le coureur italien Giuseppe Minardi.

## Classement final
| Place | Coureur              | Équipe       | Temps           |
| ----- | -------------------- | ------------ | --------------- |
| 1     | Giuseppe Minardi     | Legnano      | 6 h 03 min 36 s |
| 2     | Nino Defilippis      | Legnano      | m.t.            |
| 3     | Arrigo Padovan       | Atala        | m.t.            |
| 4     | Danilo Barozzi       | Atala        | m.t.            |
| 5     | Adolfo Grosso        | Benotto      | m.t.            |
| 6     | Waldemaro Bartolozzi | Atala        | m.t.            |
| 7     | Giorgio Albani       | Legnano      | m.t.            |
| 8     | Agostino Coletto     | Frejus       | m.t.            |
| 9     | Louison Bobet        | Stella-Huret | à 19 s          |
| 10    | Ferdi Kübler         | Tebag        | m.t.            |